# Janów (Brochów)
Janów  [ˈjanuf] est un village polonais de la gmina de Brochów dans le powiat de Sochaczew et dans la voïvodie de Mazovie.
Il se situe à environ 10 kilomètres au nord de Sochaczew et à 52 kilomètres à l'ouest de Varsovie.

Le village compte 370 habitants.